# Bulevardul Andrássy
Bulevardul Andrássy (în maghiară Andrássy út) este un bulevard din Budapesta, Ungaria, ce datează din 1872. Acesta leagă piața Elizabeta cu Parcul Orășenesc. Pe bulevard se întâlnesc obiecte arhitecturale cum ar fi casele în stil neo-renascentist sau vile cu fațade și interioare impresionante. Aparține patrimoniului mondial UNESCO din 2002. 
Este una principalele străzi comerciale din Budapesta, cu o mulțime de cafenele, restaurante, teatre, ambasade și buticuri de lux. Printre cele mai importante clădiri se numără Opera de Stat, fosta Școală de Balet (în reconstrucție de mai mulți ani), Arhiva și Muzeul Memorial Zoltán Kodály, Universitatea Maghiară de Arte Frumoase și Muzeul Ferenc Hopp al Artelor Asiei de Est.